# 維利胡瓦特卡 (庫皮揚斯克區)
50°10′52″N 37°31′3″E / 50.18111°N 37.51750°E
維利胡瓦特卡（烏克蘭語：Вільхуватка）是位於烏克蘭東部的村莊，由哈爾科夫州庫普揚斯克區的維利胡瓦特卡市鎮負責管轄。該村始建於1686年，面積4.16平方公里，海拔高度153米，2001年人口1,294，人口密度每平方公里311.2人。